# Solana Beach
Solana Beach é uma cidade localizada no estado americano da Califórnia, no condado de San Diego. Foi incorporada em 1 de julho de 1986.

## Geografia
De acordo com o United States Census Bureau, a cidade tem uma área de 9,4 km², onde 9,1 km² estão cobertos por terra e 0,3 km² por água.

### Localidades na vizinhança
O diagrama seguinte representa as localidades num raio de 16 km ao redor de Solana Beach.

## Demografia
Segundo o censo nacional de 2010, a sua população é de 12 867 habitantes e sua densidade populacional é de 1 411,36 hab/km². Possui 6 540 residências, que resulta em uma densidade de 717,36 residências/km².